# 楠橋駅
楠橋駅（くすばしえき）は、福岡県北九州市八幡西区楠橋下方三丁目にある、筑豊電気鉄道筑豊電気鉄道線の駅である。構内に電車営業所と楠橋車庫が設置されている。駅番号はCK16。

## 歴史
- 1958年（昭和33年）4月29日：駅開業。
- 1959年（昭和34年）10月17日：楠橋車庫が完成。
- 1999年（平成11年）1月11日：電車営業所が黒崎車庫前停留場より移転。

## 駅構造
相対式ホーム2面2線を持つ地上駅である。無人駅だが、そばに楠橋電車営業所と車両基地があり、営業所で忘れ物の受け取りや定期券・回数券などの購入ができる。乗務員交代は当駅で行われる。
筑豊直方側の踏切の先に折り返し用のポイントが設置されており、平日の朝夕および土休日の朝には、黒崎駅前方面からの電車の一部に当駅折り返しが設定されている。
また、早朝・深夜には車庫への出入庫を兼ねた当駅 - 筑豊直方駅間の区間便が設定されている。筑豊直方方面ホームには車庫から直接入線できない構造のため、当駅始発の筑豊直方行きは黒崎駅前方面ホームから発車する。
| ホーム | 路線        | 行先                 | 備考 |
| ------ | ----------- | -------------------- | ---- |
| 1      | ■筑豊電鉄線 | 木屋瀬・筑豊直方方面 |      |
| 2      | ■筑豊電鉄線 | 永犬丸・黒崎駅前方面 |      |

※実際には上記ののりば番号標はない、上記の番号は列車運転指令上の番線番号である。

## 楠橋車庫

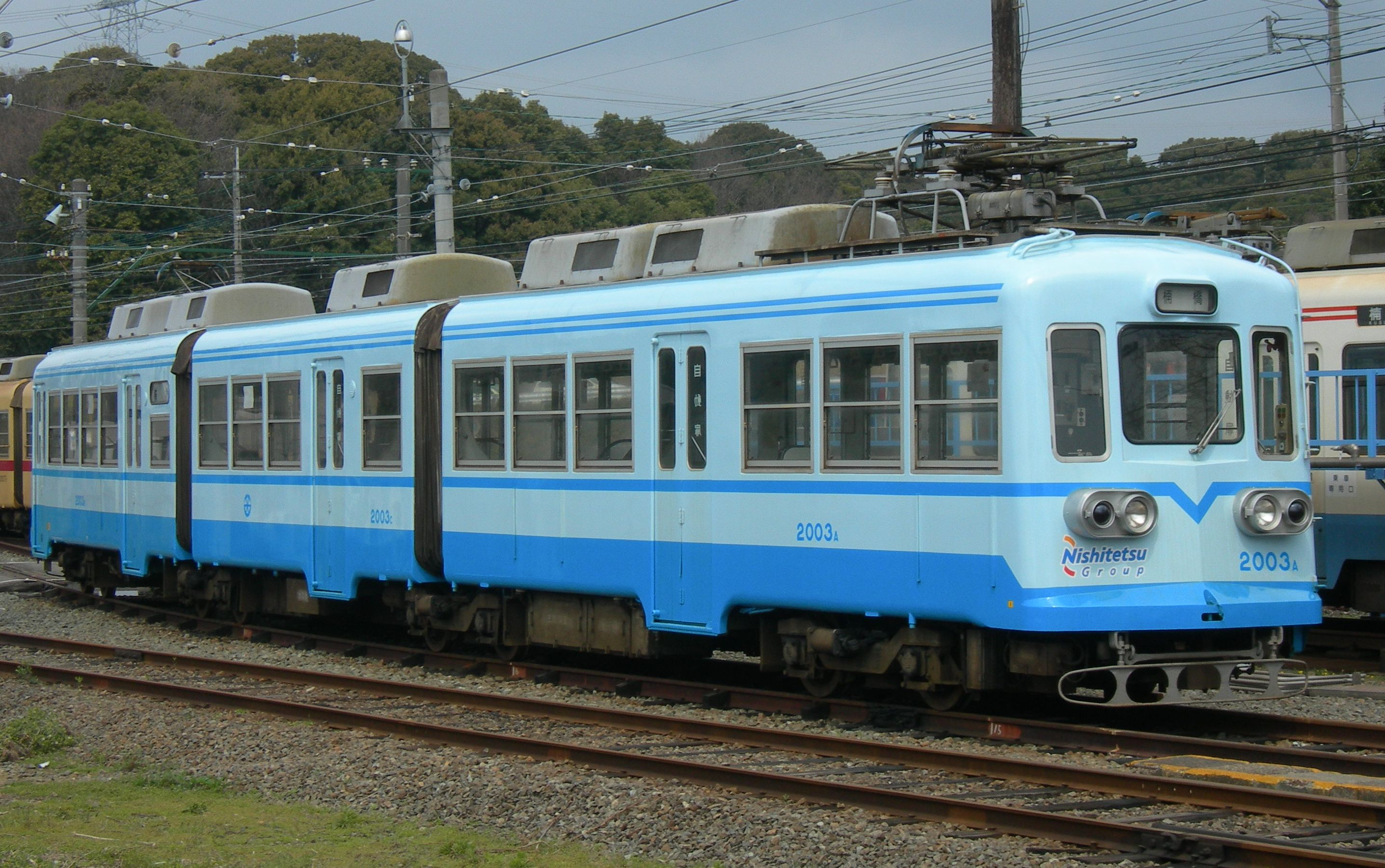
楠橋車庫構内の2000形2003編成（2008年3月）

1959年10月に完成した、筑豊電鉄唯一の車庫である。当初は2線であったが1962年に3・4番線が、1976年に5・6番線が増設された（※5番線は2000形廃車による在籍車減少により2018年頃に廃止された）。車両の列車検査、月検査を担当する。工場機能はなく、全般検査・重要部検査については、1992年以前は西鉄北九州線砂津工場で、以降は黒崎工場で施行される。

## 利用状況
2021年度の1日平均乗降人員は395人である。
近年の1日平均乗降人員は下表のとおりである。
| 年度               | 1日平均 乗降人員 |
| ------------------ | ---------------- |
| 2011年（平成23年） | 500              |
| 2012年（平成24年） | 519              |
| 2013年（平成25年） | 504              |
| 2014年（平成26年） | 465              |
| 2015年（平成27年） | 476              |
| 2016年（平成28年） | 475              |
| 2017年（平成29年） | 468              |
| 2018年（平成30年） | 559              |
| 2019年（令和元年） | 530              |
| 2020年（令和2年）  | 376              |
| 2021年（令和3年）  | 395              |

## 駅周辺

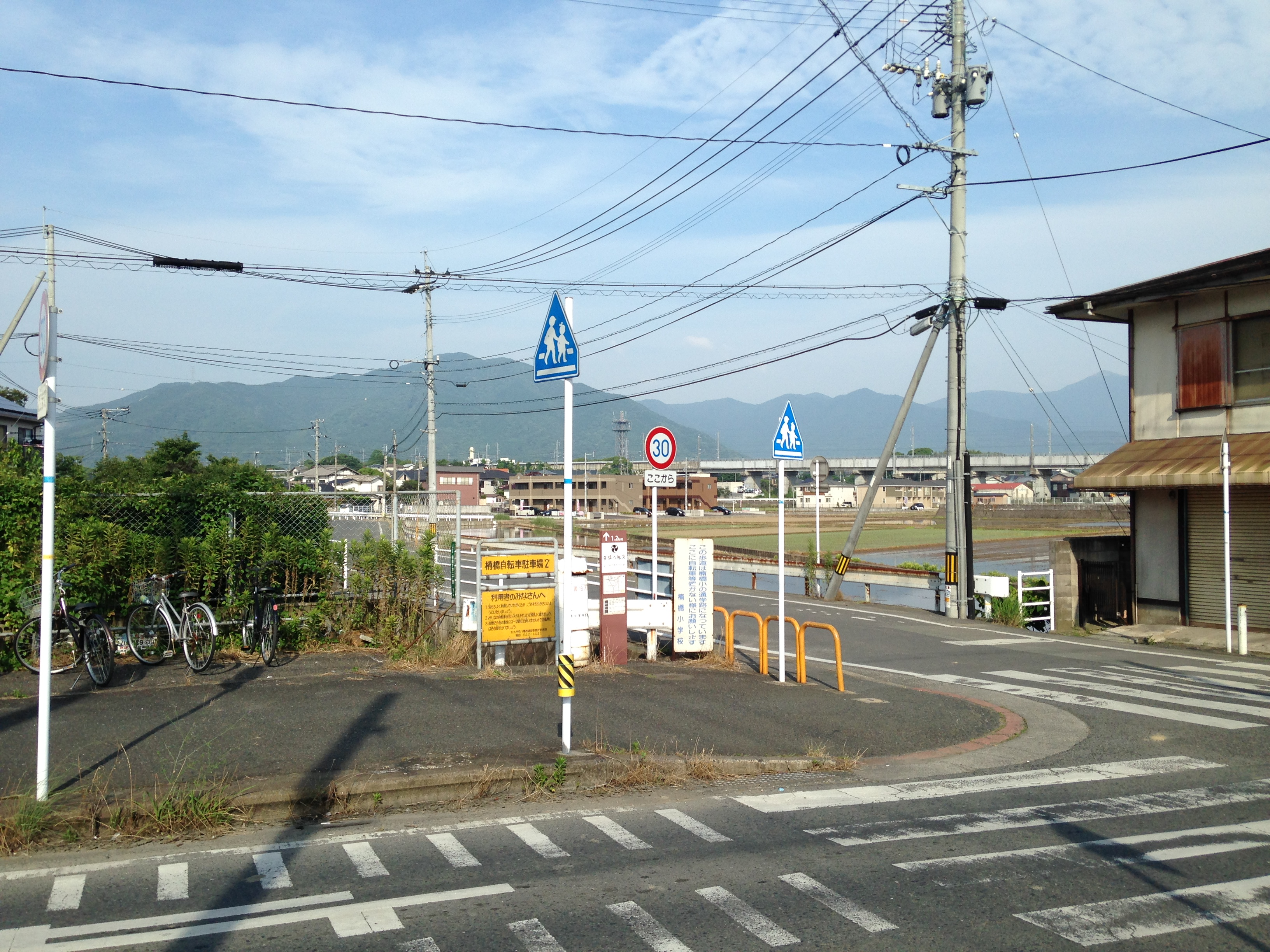
駅付近（2016年6月）

駅の周辺はのどかな田園地帯である。
- 専福寺[寺社 1]
- 豊前坊池
- 楠橋幼稚園
- 広旗八幡宮[寺社 2]
- 真楽寺[寺社 3]
- 北九州市立楠橋児童館
- 楠橋下方公民館
- 福岡県道280号植木上上津役線

## 隣の駅
筑豊電気鉄道
■筑豊電気鉄道線
筑豊香月駅 (CK15) - 楠橋駅 (CK16) - 新木屋瀬駅 (CK17)

#### 本文
1. ↑  “駅別乗降人員(2021年度)”.   西日本鉄道株式会社. 2023年4月22日閲覧。
2. ↑  国土数値情報　駅別乗降客数データ  - 国土交通省、2021年9月22日閲覧

#### 寺社
1. ↑  “宝池山 地蔵院 専福寺 | 福岡県北九州市八幡西区”. 八百万の神.   INFO UNITE. 2023年8月27日閲覧。
2. ↑  “廣旗八幡宮 | 福岡県北九州市八幡西区”. 八百万の神.   INFO UNITE. 2022年10月1日時点のオリジナルよりアーカイブ。2023年8月27日閲覧。
3. ↑  “真楽寺 シンラクジ - 北九州市八幡西区”. 八百万の神.   INFO UNITE. 2023年8月27日閲覧。